# Thành Yên
Thành Yên là một xã thuộc huyện Thạch Thành, tỉnh Thanh Hóa, Việt Nam. Đây là xã thuộc Vườn quốc gia Cúc Phương, vườn quốc gia đầu tiên ở Việt Nam.
Xã Thành Yên có diện tích 44,36 km², dân số năm 1999 là 2962 người, mật độ dân số đạt 67 người/km².
= về kinh tế thì nông nghiệp là chủ yếu (mía và lúa là hai cây trồng đặc trưng)
Về văn hóa du lịch thì Thành yên được biết đến với di chỉ khảo cổ nổi tiếng Hang con moong,hang diêm suối cô tiên..vv
Về mặt ẩm thực thì nhắc đến Thành yên thì không thể thiếu món ốc đá. Măng đắng,canh lóng và nhất là thịt lợn mường...vv (bạn có thể tìm thấy các món ngon ở cửa hàng Giới nguyệt (yên sơn2,đối diện uỷ ban cũ)